# 3

## Narození
- ? – Pan Piao, čínský historik († 54)

## Hlava státu
- Římská říše – Augustus (27 př. n. l. – 14)
- Parthská říše – Fraatés V. (2 př. n. l. – 4)
- Kušánská říše – Heraios (1–30)
- Čína, dynastie Chan (206 př. n. l. – 220 n. l.) – Pching-ti (1 př. n. l. – 5)
- Markomani – Marobud (?–37)